# Мараканазінью
Спортивний комплекс «Мараканазінью» (порт. Ginásio do Maracanãzinho, букв. «Маленька Маракана»; офіційна назва Спортивний комплекс Жілберту Кардозу, порт. Ginásio Gilberto Cardoso) — крита спортивна арена в районі Маракана міста Ріо-де-Жанейро (Бразилія), що вміщає близько 12 тисяч глядачів. Відкритий в 1954 році комплекс «Мараканазінью» приймав найбільші світові турніри з баскетболу, волейболу, міні-футболу та дзюдо, змагання Панамериканських ігор 2007 року, тут пройде волейбольний турнір літніх Олімпійських ігор 2016 року. «Мараканазінью» був також основним майданчиком конкурсів «Міс Бразилія», а також міжнародних пісенних фестивалів.

## Історія
Спортивний комплекс Жілберту Кардозу, названий на честь колишнього президента клубу «Фламенго», розташовується в районі Ріо-де-Жанейро Маракана, недалеко від знаменитого однойменного стадіону. З цим пов'язано його неофіційна назва — «Мараканазінью» або «Маленька Маракана».
Спорткомплекс Жілберту Кардозу був відкритий в 1954 році і був розрахований на 13 613 глядацьких місць. У 1970 році сильна пожежа знищила дах комплексу, що, зокрема, змусило перенести в інше місце проведення конкурсу «Міс Бразилія». Активні відновлювальні роботи дозволили відновити роботу «Мараканазінью» вже наступного року. Нова реконструкція комплексу пройшла з 2003 по 2007 роки, напередодні Панамериканських ігор 2007 року. Ця реконструкція обійшлася в 90 мільйонів реалів.
Знову відкритий 27 червня 2007 року «Мараканзінью» має дещо меншу кількість глядацьких місць, ніж раніше — 11 800. Загальна площа комплексу 800 м², габарити ігрового поля - 40 * 20 метрів. Оновлений стадіон обладнаний новітніми кондиціонерами і чотиристороннім електронним табло китайського виробництва.
У 2009 році в «Мараканазінью» відкрилася своя Алея слави, увіковічує імена знаменитих спортсменів, які виступали на цій арені. У число перших членів Алеї слави увійшли 12 гравців чоловічої збірної Бразилії з волейболу та її тренер Бернарду Резенде, а також знаменитий міні-футболіст Фалкао Фалкао. Серед інших спортсменів, які посіли місце на Алеї слави - дворазові чемпіони світу з баскетболу Вламір Маркеш і Амаурі Пасос та олімпійська чемпіонка з волейболу Фабі Олівейра. Пізніше своє місце на Алеї слави отримали дзюдоїсти Ружері Сампайю, Жуан Дерлей і Кетлейн Квадрус, тенісист Густаво Куертен.
На щойно відкритому «Мараканазінью» проходили ігри чоловічого чемпіонату світу з баскетболу 1954, де в боротьбі за «золото» збірна США обіграла господарів турніру, а пізніше ігри чемпіонату світу 1963, у вирішальному матчі якого вже бразильці перемогли радянську команду. У 1990 році «Мараканазінью» приймав ігри фінальної стадії чоловічого чемпіонату світу з волейболу.
Після реставраційних робіт у 2003-2007 роках «Мараканазінью» був місцем проведення баскетбольного і волейбольного турнірів Панамериканських ігор 2007 року. У 2008 році тут пройшли фінальні матчі VI чемпіонату світу з міні-футболу, у якому перемогли господарі поля, а в 2013 році - чемпіонат світу з дзюдо. У 2016 році на «Мараканазінью» пройде волейбольний турнір літніх Олімпійських ігор 2016 року.

## Культурна програма
У 60-і і 70-і роки XX століття «Мараканазінью» був місцем проведення концертів та фестивалів, найбільший з яких проходив з 1966 по 1972 рік. В рамках цих фестивалів на арені «Мараканазінью» виступали знамениті бразильські виконавці Шику Буаркі, Том Жобім, Марія Бетані, Каєтану Велозу, Алвеш Вандру і Жілберту Жиль. У 1975 році тут проходило льодове шоу «Holiday on Ice». З кінця 1950-х років комплекс неодноразово приймав конкурс «Міс Бразилія».